# NK Učka 72 Čepić
NK Učka 72 je nogometni klub iz Čepića koji je postojao u razdoblju od 1972. godine do 2010. godine kao natjecateljski klub. 2022. godine je proslavio 50. godišnjicu osnutka kluba.
Klub se natjecao u 1. i 2. ŽNL Istarskoj.
Klub se spojio sa NK Potpićan te sada nosi naziv NK Potpićan Učka 72. Na spajanje su se klubovi odlučili zbog mogućnosti da oba kluba budu ugašena jer je bazen igrača iz kojeg crpe kadar bio nedovoljan za svaki klub da bude samostalan u regrutiranju igrača. Pa je došlo do toga ili da se ugase oba kluba ili da se spoje te zajednički pod novim imenom nastave sa djelovanjem, što je na koncu i odlučeno i nastao je klub koji nosi sintezu imena oba kluba i nastavlja tradiciju nogometa u ovom dijelu Istre.
Klub je za vrijeme aktivnog djelovanja pod svojim imenom uglavnom okupljao igrače iz okolnih mjesta oko Čepića kao što su Kožljak, Šušnjevica, Kršan pa i udaljenije.